# Meridian (energetic)

Meridianul energetic este un concept pseudoștiințific, adeseori folosit în discipline precum acupunctura, presopunctura, qigong-ul. Acestea, se mai întâlnesc în literatura de specialitate a acestei teorii ca și ”meridiane”, ”canale”, ”vas”. Acestă teorie este specifică disciplinelor orientale ale culturilor și crezurilor originare din China, Tibet, India, Japonia, etc.
Denumirea acestor meridiane, în diverse culturi, este precum urmează :”sen” în Tailandeză, ”nadis” în Indiană, ”canale” în Tibetană, iar pentru culturile Japoneză și Chineză se folosesc toți cei trei termeni descriși mai sus. 
Consiliul Național Împotriva Fraudei în Sănătate⁠(en)[traduceți] a concluzionat că „meridianele sunt imaginare; locațiile lor nu se referă la organele interne și, prin urmare, nu au legătură cu anatomia umană”.

#### Teoria celor 5 Elemente
Culturile asiatice se bazează mult pe teoria celor cinci elemente, care a fost folosită pentru explicarea unei varietăți mari de fenomene, de la fenomenele naturale interioare ale corpului uman trecând chiar și la explicarea interacțiunilor dintre planete, proprietățile medicamentelor, schimbarea regimurilor politice, definirea senzațiilor sistemului gustativ, arte marțiale, etc. Cele cinci elemente sunt descrise în general în ciclul de creație cu ordinea Lemn, Foc, Pământ, MEtal și Apă, precum și în ciclul de distrugere cu ordinea Lemn, Pământ, Apă, Foc și Metal. 
Meridianele energetice vor fi catalogate și conform acestei teorii. 

#### Meridianele Energetice
Se împart în două categorii, principale (standard, ordinare) și secundare (extraordinare). 
| Nr | Numele Meridianului                        | Calitate Yin/Yang | Cinci Elemente | Organ | Timpul zilei |
| -- | ------------------------------------------ | ----------------- | -------------- | ----- | ------------ |
| 1  | Meridianul Plămânului (P)                  |                   |                |       |              |
| 2  | Meridianul Intestinului Gros (IG)          |                   |                |       |              |
| 3  | Meridianul Stomacului (S)                  |                   |                |       |              |
| 4  | Meridianul Splină-Pancreas (SP)            |                   |                |       |              |
| 5  | Meridianul Inimii (I) sau cordului (C)     |                   |                |       |              |
| 6  | Meridianul Intestinului Subțire (IS)       |                   |                |       |              |
| 7  | Meridianul Vezicii Urinare (VU)            |                   |                |       |              |
| 8  | Meridianul Rinichiului (R)                 |                   |                |       |              |
| 9  | Meridianul Vase-Sex (VS) sau Pericard (PC) |                   |                |       |              |
| 10 | Meridianul Trei Focare (TF)                |                   |                |       |              |
| 11 | Meridianul Vezicului Biliare (VB)          |                   |                |       |              |
| 12 | Meridianul Ficatului (F)                   |                   |                |       |              |

Meridianele secundare
1. Meridianul Guvernor (VG)
2. Meridianul Concepției (VC)

#### Lucrări de specialitate
1. Florian Petcu - Acupunctura fără ace
2. Teodor Caba și Marius-Theodor Caba - Acupunctura, metodă străveche
3. Sabin Ivan - Presopunctura, un masaj la îndemâna oricui

Unii susținători ai medicinei tradiționale chineze cred că meridianele funcționează drept conducte electrice pe baza observațiilor conform cărora impedanța electrică a curentului prin meridiane este mai mică decât în alte zone ale corpului. O revizuire a studiilor din 2008 a constatat că studiile erau de proastă calitate și nu puteau susține afirmațiile.
Unii susținători ai sistemului primo vascular propun că presupusele vase primo, conducte foarte subțiri (mai puțin de 30 μm lățime) găsite la multe mamifere, ar putea fi un factor care explică unele dintre efectele sugerate ale sistemului de meridiane.
Istoricul medicinei din China Paul U. Unschuld⁠(en)[traduceți] adaugă că „nu există nicio dovadă a unui concept de « energie » -- fie în sens strict fizic, fie chiar în sensul mai colocvial -- nicăieri în teoria medicală chineză.”
Potrivit lui Steven Novella⁠(en)[traduceți], neurolog implicat în mișcarea sceptică, „nu există nicio dovadă că meridianele există de fapt. Cu riscul de a suna redundant, ele sunt la fel de inventate și fictive ca eterul luminifer, flogisticul, Bigfoot și unicornul.”
Meridianele nu sunt structuri anatomice reale: oamenii de știință nu au găsit nicio dovadă care să susțină existența lor.